# Anzahlungsgarantie
Mit der Anzahlungsgarantie (oder Anzahlungsbürgschaft; englisch advance payment bond, deposit bond, französisch garantie des dépôts) übernimmt der ausstellende Bürge oder Garant die Haftung für die Rückzahlung geleisteter Anzahlungen oder Vorauszahlungen des Käufers/Auftraggebers/Importeurs aus einem Vertrag, beispielsweise aus einem Kaufvertrag oder Werkvertrag mit einem Verkäufer/Auftragnehmer/Exporteur.

## Allgemeines
Bei Kaufverträgen beispielsweise müssen die gegenseitigen Hauptleistungspflichten, und zwar die Übergabe der Kaufsache durch den Verkäufer nebst deren Übereignung sowie die Zahlung des Kaufpreises durch den Käufer nebst Übernahme der Kaufsache Zug um Zug erfolgen (§ 433 BGB). Kommt es zur vertragsgemäßen Übergabe/Übereignung der Kaufsache, hat der Verkäufer seine Hauptleistungspflicht erfüllt; das gilt auch für die gleichzeitige Bezahlung des Kaufpreises/Übernahme durch den Käufer. Ein Finanzrisiko besteht durch die Leistung „Zug um Zug“ für beide Vertragsparteien nicht. Hat jedoch kraft Zahlungsbedingungen eine Anzahlung oder Vorauszahlung vor Lieferung durch den Käufer zu erfolgen, entsteht für diesen ein Vorleistungsrisiko (er gewährt Lieferantenkredit). Dieses besteht aus der Gefahr, dass der Verkäufer nicht oder nicht vollständig liefert, obwohl er eine Anzahlung/Vorauszahlung erhalten hat.
Dieses Finanzrisiko lässt sich durch Dritte (vor allem Kreditinstitute, Versicherer) in Form der Anzahlungsbürgschaft/Anzahlungsgarantie absichern. Die Bonität der Kreditinstitute/Versicherer soll dem Käufer die Möglichkeit geben, auf sie zurückzugreifen, falls der Verkäufer den Vertrag nicht erfüllen kann. In Großbritannien müssen Auftragnehmer eine Versicherung abschließen, um finanzielle Risiken zu begrenzen.

## Rechtsfragen
Die Anzahlungsbürgschaft/-garantie ist eine Unterform der Bürgschaft bzw. der Garantie. Erstere ist in § 765 ff. BGB geregelt, was auf die Anzahlungsbürgschaft anzuwenden ist. Die Garantie ersetzt die Bürgschaft im internationalen Kreditverkehr, ist jedoch im BGB nicht geregelt, aber zulässig nach den §§ 311 Abs. 1 BGB, § 241 Abs. 1 BGB. Die BGB-Bestimmungen über die Bürgschaft können bei der Garantie nicht analog angewandt werden; es gilt vielmehr analog das übrige Schuldrecht. Der Garant verpflichtet sich einseitig im formfreien Garantievertrag, entweder für einen künftigen Schaden/Verlust ohne Rücksicht auf Verschulden einzustehen oder die Haftung für einen bestimmten wirtschaftlichen Erfolg zu übernehmen. Anders als bei der Bürgschaft handelt es sich um eine abstrakte Haftung, die selbständig neben der Hauptschuld übernommen wird, selbst wenn letztere aus Rechtsgründen nicht (mehr) besteht. Der Garant hat im Falle der Gewährleistung den Gläubiger so zu stellen, als ob der Schaden nicht entstanden oder der garantierte Erfolg eingetreten wäre. Der Unterschied zwischen beiden liegt darin, dass die Anzahlungsgarantie verschuldensunabhängig und eine Anzahlungsbürgschaft vom Verschulden des Verkäufers abhängig ist. Unabhängig von der Ausgestaltung als Garantie oder Bürgschaft stellt der Garant/Bürge in den Zahlungsbedingungen sicher, dass seine Haftung erst bei Eingang des Anzahlungsbetrages beim Exporteur/Verkäufer beginnt und sich seine Haftung in dem Maße reduziert, wie Lieferungen oder Leistungen erbracht worden sind und mit dem Anzahlungsbetrag verrechnet werden.
Sehen die Zahlungsbedingungen eine Anzahlung/Vorauszahlung durch den Käufer/Auftraggeber/Importeur in größerem Umfang vor, so kann er vom Verkäufer/Auftragnehmer/Exporteur eine Anzahlungsbürgschaft/-garantie in Höhe der Anzahlung/Vorauszahlung durch Kreditinstitute oder Versicherer verlangen. Nur in wenigen Fällen ist diese Bürgschaft/Garantie gesetzlich vorgeschrieben (so sieht etwa § 651t BGB eine rechtsverbindliche Sicherung der Anzahlung bei Pauschalreisen vor, was in Form eines Sicherungsscheins – Reisesicherungsschein – geschieht).
Kreditinstitute stellen Anzahlungsbürgschaften/-garantien im Rahmen des Avalkredits aus, Versicherer im Rahmen der Kautionsversicherung. Der Avalkredit ist Bankgeschäft im Sinne des § 1 Abs. 1 Nr. 8 KWG, die Kautionsversicherung ist eine Versicherung für fremde Rechnung gemäß § 43 VVG. Nach der Legaldefinition des § 43 Abs. 1 VVG kann der Versicherungsnehmer einen Versicherungsvertrag im eigenen Namen für einen anderen schließen. Der „andere“ ist der Begünstigte aus der Bürgschaft/Garantie, dem die Rechte aus dem Versicherungsvertrag zustehen (§ 44 Abs. 1 VVG), aber durch das Rechtsverhältnis aus der Garantie/Bürgschaft überlagert werden.
Die Garanten können in ihrer Garantie zur Bedingung machen, dass sie erst wirksam wird, wenn die Anzahlung beim Verkäufer/Auftragnehmer/Exporteur eingetroffen ist. Bei der Bürgschaft ist diese Klausel wegen der Akzessorietät entbehrlich.

## Arten
Bei Anzahlungen im Zusammenhang mit dem Erwerb oder der Errichtung von Wohngebäuden kann der Verbraucher als Käufer oder Bauherr vertraglich verpflichtet werden, bestimmte Anzahlungen zu leisten. Die MaBV sieht in § 3 MaBV insgesamt 12 vom Baufortschritt abhängige Abschlagszahlungen vor, die der Bauherr zu leisten hat. Hierfür kann er Sicherheit in Form einer Anzahlungsbürgschaft verlangen, die ihm etwaige Rückzahlungsansprüche gegen den Unternehmer absichert. In § 632a BGB wird vorausgesetzt, dass diesen Abschlagszahlungen ein Wertzuwachs gegenüberstehen muss. In Abs. 4 dieser Vorschrift werden ausdrücklich Sicherheiten durch eine Garantie oder ein Zahlungsversprechen eines Kreditinstituts oder einer Kreditversicherung erwähnt. Die Auftraggeber von Bauleistungen sind nach § 648a BGB verpflichtet, dem Bauunternehmer Sicherheitsleistung zu stellen. Die Sicherheitsleistung in Höhe von 10 % der Bausumme kann nach § 648a Abs. 2 BGB durch Avalkredit eines inländischen Kreditinstituts oder Kautionsversicherung erbracht werden.
Häufiger Anwendungsfall der Anzahlungsbürgschaft ist der Reisesicherungsschein, der gemäß § 651r Abs. 2 BGB bei Pauschalreisen vom Sicherungsgeber (Kreditinstitute, Versicherer) auszustellen ist und gemäß § 651t BGB bei Vorauszahlungen oder Anzahlungen dem Reisenden vorzulegen ist. Der Reisesicherungsschein ist eine Anzahlungsbürgschaft oder Anzahlungsgarantie und deckt dem Reisenden das insbesondere das Insolvenzrisiko des Reiseveranstalters ab.

## Rechtsfolgen
Der Garantiefall/Bürgschaftsfall tritt bei Anzahlungsbürgschaften/-garantien ein, wenn der Lieferant (Verkäufer) aus dem garantierten/verbürgten Vertrag die von ihm geschuldete Lieferung nicht oder nicht vollständig erfüllt. Der Käufer darf den Bürgschaftsbetrag stets nur anfordern, wenn die gesicherte Hauptverbindlichkeit besteht und der von den Vertragsparteien vereinbarte oder vorausgesetzte Sicherungsfall eingetreten ist. Dann muss der Käufer lediglich das behaupten, was Zahlungsbedingung der Bürgschaft war (sog. formeller Bürgschaftsfall). Ferner muss der Käufer – außer bei einer Bürgschaft/Garantie auf erste Anforderung – die Schlüssigkeit der Hauptforderung beweisen (sog. materieller Bürgschaftsfall). Dabei hat er nachzuweisen, dass die durch Bürgschaft/Garantie gesicherte Forderung fällig ist. Liegen die Voraussetzungen vor, darf der Käufer das Kreditinstitut oder die Versicherung aus der gegebenen Anzahlungsbürgschaft/-garantie auf Geldzahlung in Anspruch nehmen.
Dann ist das Kreditinstitut oder die Versicherung aus der Bürgschaft/Garantie verpflichtet, Zahlung zu leisten. Durch die Zahlung geht bei der Bürgschaft gemäß § 774 Abs. 1 BGB die Forderung des Käufers gegen den Lieferanten auf den Bürgen kraft Gesetzes über (Legalzession), bei der Garantie wird ein Aufwendungsersatzanspruch  aus § 670 BGB zugrunde gelegt.

## International
Besonders im internationalen Kreditverkehr kommt eine Vielzahl von Garantien/Bürgschaften vor, die der Sicherung gegenseitiger Verpflichtungen aus einem Vertrag dienen. Im internationalen Kreditverkehr ist die Anzahlungsbürgschaft zwar teilweise bekannt, doch wird meist die Anzahlungsgarantie vorgezogen. In der Schweiz ist die Bürgschaft in den Art. 492–512 OR geregelt und gemäß Art. 492 Abs. 2 OR akzessorisch. Österreich regelt die Bürgschaft in den §§ 1344 ff. ABGB.